# هنري نوبل داي
هنري نوبل داي (بالإنجليزية: Henry Noble Day)‏ هو فيلسوف أمريكي، ولد في 4 أغسطس 1808، وتوفي في 12 يناير 1890.